# Отке, Надежда Павловна
Надежда Павловна Отке (род. 1941) — советский государственный деятель, председатель Чукотского окружного исполнительного комитета (1980—1990), депутат Верховного Совета СССР.
Родилась в 1941 году в селе Уэлен (по документам дата рождения — 1 июля). Старшая дочь Павла Отке — председателя Чукотского окружного исполнительного комитета (1946—1954), депутата Верховного Совета СССР.
В 1961 году окончила Анадырское педучилище, назначена на должность директора начальной школы в селе Лорино. В том же году избрана секретарём Чукотского окружного комитета комсомола. С 1963 по 1967 год училась в Магаданском педагогическом институте и параллельно — в Высшей партийной школе при ЦК КПСС. В 1980 году в Академии общественных наук при ЦК КПСС защитила кандидатскую диссертацию, кандидат педагогических наук.
В 1980 году избрана первым секретарём Чукотского райкома КПСС. С ноября 1980 по 1990 год — председатель Чукотского окружного исполнительного комитета. За период её руководства увеличились объёмы добычи золота и угля.
С 1990 г. работала в окружном Департаменте образования. После выхода на пенсию живёт в Москве.